# Reslövs socken
Reslövs socken i Skåne ingick i Onsjö härad, ingår sedan 1971 i Eslövs kommun och motsvarar från 2016 Reslövs distrikt.
Socknens areal är 23,49  kvadratkilometer varav 23,31 land. År 2000 fanns här 1 823 invånare. Tätorten Marieholm samt kyrkbyn Reslöv med sockenkyrkan Reslövs kyrka ligger i socknen. 

## Administrativ historik
Socknen har medeltida ursprung. 
Vid kommunreformen 1862 övergick socknens ansvar för de kyrkliga frågorna till Reslövs församling och för de borgerliga frågorna bildades Reslövs landskommun. Landskommunen uppgick 1952 i Marieholms landskommun som upplöstes 1971 då denna del uppgick i Eslövs kommun. Församlingen uppgick 2002 i Reslöv-Östra Karaby församling, från 2014 benämnd Marieholms församling.
1 januari 2016 inrättades distriktet Reslöv, med samma omfattning som församlingen hade 1999/2000.  
Socknen har tillhört län, fögderier, tingslag och domsagor enligt vad som beskrivs i artikeln Onsjö härad. De indelta soldaterna tillhörde Norra skånska infanteriregementet, Onsjö kompani och Skånska husarregementet, Landskrona skvadron, Billesholms kompani.

## Geografi
Reslövs socken ligger väster om Eslöv kring Saxån. Socknen är en odlad slättbygd.

## Fornlämningar
Ett 20-tal boplatser från stenåldern är funna. Från bronsåldern finns en gravhög och skålgropsförekomster.

## Namnet
Namnet skrevs 1299 Retherslöff och kommer från kyrkbyn. Efterleden är löv, 'arvegods'. Förleden är mansnamnet Rether..